# Jan Antoni Preuschoff
Jan Antoni Preuschoff (ur. 15 sierpnia 1663 we Fromborku, zm. 13 grudnia 1721 w Braniewie) – jezuita, teolog, wykładowca szkół jezuickich.

## Życiorys

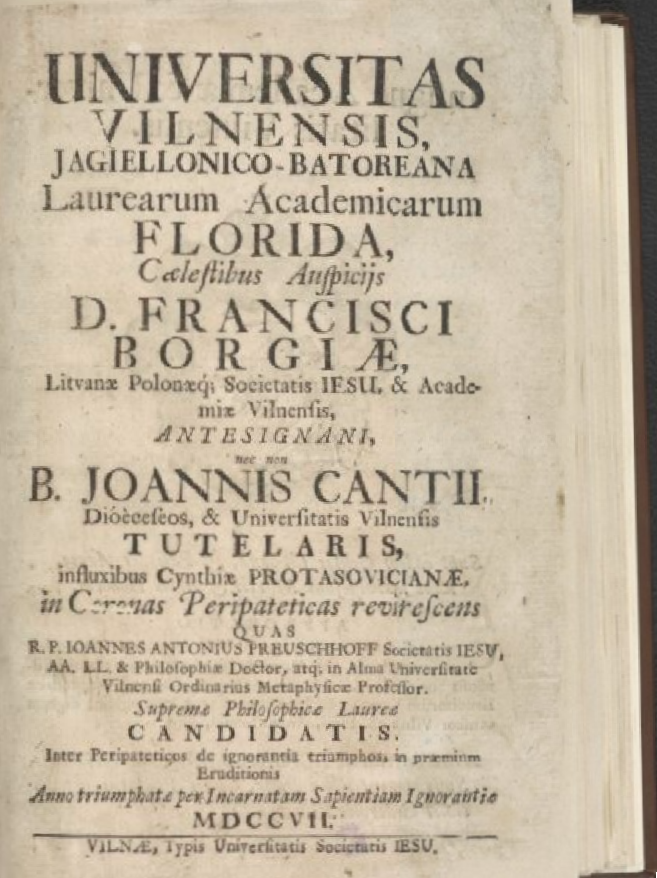
Universitas Vilnensis Jagiellonico-Batoreana, 1707

Urodził się we Fromborku na Warmii. W wieku 16 lat, 11 września 1679, wstąpił w Wilnie do zakonu jezuitów. Spędziwszy tam dwa lata w nowicjacie, rozpoczął karierę naukową i nauczycielską, która trwała niemal przez całe jego życie. Okazał się nie tylko pobożnym kapłanem i mnichem, ale także utalentowanym retorem, historykiem i prawnikiem.
W latach 1686–1687 był profesorem retoryki w Witebsku, 1687–1688 w Orszy, 1688–1693 w Nieświeżu, 1693–1694 w Drohiczynie. Następnie wykładał języki starożytne, grekę i hebrajski, w kolegium jezuitów w Braniewie (1694–1695), filozofię w Nieświeżu, Krożach oraz w Wilnie, teologię dogmatyczną i polemiczną w Braniewie (1707–1710, 1712–1715) i w Warszawie (1711–1712), teologię moralną w Krożach (1718–1721). Sprawował także urzędy prefekta szkół w Pińsku (1701–1702) i Braniewie (1715–1718). Ponadto w latach 1699–1701 był w Grodnie misjonarzem dworskim, a w latach 1702–1703 superiorem w Turowie. Sprawował też funkcję doradcy kapituły warmińskiej i biskupa Teodora Potockiego.
W 1707 opublikował w Wilnie dzieło Universitas Vilnensis Jagiellonico-Batoreana, będące pierwszą spisaną historią Uniwersytetu Wileńskiego. W nim to opisał dzieje powstania uczelni, jej dokumenty fundacyjne oraz ustalił rektorów Akademii w porządku chronologicznym. Dzieło to charakteryzuje się wyszukanym stylem barokowym, pełnym odniesień do mitologii starożytnej, literatury, historii i dziejów Kościoła, co świadczy o dużej erudycji jego autora.